# Mikael Colville-Andersen
Mikael Colville-Andersen (ur. 29 stycznia 1968 w Fort McMurray, Alberta) – kanadyjsko-duński urbanista i ekspert ds. mobilności w mieście, autor książek. Jest dyrektorem naczelnym Copenhagenize Design Company, którą założył w 2009 roku w Kopenhadze. Współpracuje z miastami i rządami na całym świecie, szkoląc je w byciu bardziej przyjaznym dla rowerzystów. Prowadzi serial dokumentalny o urbanistyce „The Life-Sized City”, który miał swoją premierę w 2017 r. w TVOntario, a w 2018 r. także w wielu innych kanałach międzynarodowych, w tym w polskim TVN24; Pierwsza seria została nominowana do pięciu nagród Canadian Screen Awards  w 2018 roku.
Zanim rozpoczął karierę jako urbanista, był reżyserem filmowym i scenarzystą. Jego debiutancki film fabularny, Zakka West (2003), był pierwszym filmem indie w Danii i miał swoją premierę na Copenhagen International Film Festival. Napisał i wyreżyserował kilka filmów krótkometrażowych, w tym nagrodzoną krótkometrażówkę Breaking Up (1999). W 1997 założył pierwszą ogólnoeuropejską organizację dla scenarzystów – Euroscreenwriters.
Jako twórca witryny internetowej Danmarks Radio poświęconej dwóchsetleciu urodzin Hansa Christiana Andersena, on i jego zespół otrzymali nagrodę za najlepszą stronę internetową w organizowanym przez RAI 57. konkursie Prix Italia.

## Propagowanie rowerów
Jest zwolennikiem wykorzystania technik obserwacyjnych, inspirowanych m.in. podejściem Williama H. Whyte'a, do planowania udogodnień dla pieszych i rowerzystów. W swojej pracy wykorzystuje antropologię i socjologię do tworzenia przyjaznych dla życia miast. W 2012 roku przewodził największemu badaniu zachowań rowerzystów jakie kiedykolwiek przeprowadzono – „The Choreography of an Urban Intersection” (choreografia miejskiego skrzyżowania) – śledząc przez 12 godzin linie przejazdów 16 631 rowerzystów przez pewne skrzyżowanie w Kopenhadze.
Jego podejście i filozofia sprawiły, że był określany mianem „współczesnej Jane Jacobs”, „Richarda Dawkinsa rowerzystów” (Peter Walker z The Guardian w wywiadzie dla magazynu „Esquire”), „papieżem miejskich rowerzystów” (w kanadyjskiej gazecie La Presse i austriackiej Der Standard) oraz „Bieberem miejskiej jazdy rowerem” (w wywiadzie dla Canadian Broadcasting Corporation).
Colville-Andersen odegrał kluczową rolę w organizowaniu globalnego boomu rowerowego, zaczynając od tego, co później nazwano „fotografią, która uruchomiła milion rowerów” w 2006 r., co doprowadziło rok później do utworzenia bloga Copenhagen Cycle Chic. W związku z jego działalnością na rzecz ruchu „Cycle Chic” (którego jest twórcą), The Guardian nazwał go „The Sartorialist on Two Wheels”.
W 2014 r. został wymieniony jako jeden z wpływowych urbanistów postulujących, że radykalne rozwiązania są potrzebne aby nastąpiła  zauważalna poprawa problemów z korkami w mieście York. Wyjaśnił również, że parkingi rowerowe są niezbędne, aby miasta były przyjazne dla rowerzystów. Został zakwalifikowany jako główny mówca na konferencji Velo-city Global w Adelajdzie w maju 2014 r.